# Athlétisme aux Jeux d'Amérique centrale et des Caraïbes de 2018
Navigation
édition 2014 édition 2023
Les épreuves d'athlétisme lors des Jeux d'Amérique centrale et des Caraïbes de 2018 se déroulent du 29 juillet au 3 août 2018 à Barranquilla en Colombie, dans le Stade Metropolitano Roberto Meléndez.
Les épreuves de marche et de marathon se déroulent sur un circuit situé Avenida del Río de ladite ville.

## Résultats
Grâce à sa victoire lors de l’épreuve conclusive du marathon, la nation-hôte est en tête du classement des médailles, avec 11 titres, suivie par Cuba, 10 titres et le Mexique, 8 titres. 21 pays remportent au moins une médaille.

### Hommes
| 100 m (+ 1,7 m/s) | Nesta Carter 10 s 07 (SB)                                                       | Jason Rogers 10 s 15                                                                                          | Cejhae Greene 10 s 16                                                              |
| 200 m (+ 0,9 m/s) | Bernardo Baloyes 20 s 13                                                        | Alonso Edward 20 s 17                                                                                         | Kyle Greaux 20 s 26                                                                |
| 400 m | Luguelín Santos 44 s 59 (SB)                                                    | Yoandys Lescay 45 s 38 (SB)                                                                                   | Nery Brenes 45 s 61                                                                |
| 800 m | Jesús Tonatiuh López 1 min 45 s 2                                               | Ryan Sánchez 1 min 46 s 3                                                                                     | Wesley Vázquez 1 min 46 s 6                                                        |
| 1 500 m | Fernando Daniel Martínez 3 min 56 s 57                                          | José Rodríguez 3 min 56 s 70                                                                                  | Carlos Sanmartín 3 min 56 s 78                                                     |
| 5 000 m | José Mauricio González 13 min 53 s 40 (SB)                                      | Mario Pacay 13 min 56 s 30                                                                                    | Victor Montañez 14 min 5 s 87 (PB)                                                 |
| 10 000 m | Juan Luis Barrios 30 min 7 s 49                                                 | Mario Pacay 30 min 9 s 79                                                                                     | Iván Darío González 30 min 15 s 23                                                 |
| Marathon | Jeisson Suárez 2 h 29 min 54                                                    | Daniel Vargas 2 h 30 min 30 s                                                                                 | Williams Julajuj 2 h 31 min 42                                                     |
| 110 m haies (+ 1,4 m/s) | Shane Brathwaite 13 s 38 (SB)                                                   | Ruebin Walters 13 s 57                                                                                        | Roger Iribarne 13 s 58                                                             |
| 400 mètres haies | Kyron McMaster 47 s 60 (CR)                                                     | Annsert Whyte 48 s 50 (SB)                                                                                    | Juander Santos 48 s 77 (SB)                                                        |
| 3 000 m steeple | Gerald Giraldo 8 min 44 s 51 (SB)                                               | Ricardo Estremera 8 min 46 s 24 (SB)                                                                          | Andrés Camilo Camargo 8 min 50 s 66                                                |
| 20 km marche | Éider Arévalo 1 h 26 min 42 s                                                   | Manuel Esteban Soto 1 h 26 min 59 s                                                                           | Erick Barrondo 1 h 27 min 17 s                                                     |
| 50 km marche | José Leyver Ojeda 4 h 2 min 45 s                                                | Jorge Ruiz 4 h 5 min 28 s                                                                                     | José Leonardo Montaña 4 h 8 min 10 s                                               |
| 4 × 100 m | Barbade Shane Brathwaite Mario Burke Burkheart Ellis Jaquone Hoyte 38 s 41 (NR) | République dominicaine Christopher Valdez Yohandris Andújar Stanly del Carmen Yancarlos Martínez 38 s 71 (SB) | Jamaïque Nesta Carter Romario Williams Rasheed Dwyer Javoy Tucker 38 s 79          |
| 4 × 400 m | Cuba Leandro Zamora Adrián Chacón Raydel Rojas Yoandys Lescay 3 min 3 s 87      | République dominicaine Luguelín Santos Juander Santos Andito Charles Leonel Bonón 3 min 3 s 92                | Colombie Diego Palomeque Rafith Rodríguez Yilmar Herrera Jhon Perlaza 3 min 4 s 35 |
| Saut en hauteur | Donald Thomas 2,28 m                                                            | Eure Yáñez 2,28 m (SB=)                                                                                       | Jermaine Francis 2,28 m (NR)                                                       |
| Saut à la perche | Lázaro Borges Walter Viáfara 5,30 (PB)                                          | non décernée                                                                                                  | Eduardo Nápoles 5,20 m                                                             |
| Saut en longueur | Ramone Bailey 8,07 m                                                            | Tyrone Smith 8,03 m (SB)                                                                                      | Andwuelle Wright 7,94 m                                                            |
| Triple saut | Cristian Nápoles 17,34 m (+ 1,7 m/s)                                            | Jordan Díaz 17,29 (vf)                                                                                        | Miguel van Assen 16,96 (NR)                                                        |
| Lancer du poids | O'Dayne Richards 21,02 m (CR)                                                   | Ashinia Miller 20,19 m                                                                                        | Eldred Henry 20,18 m (NR)                                                          |
| Lancer du disque | Mauricio Ortega 66,30 m (NR)                                                    | Jorge Fernández 65,27 m (SB)                                                                                  | Traves Smikle 64,68 m                                                              |
| Lancer du marteau | Diego del Real 74,95 m (CR)                                                     | Reinier Mejías 73,28 m                                                                                        | Roberto Janet 73,11 m                                                              |
| Lancer du javelot | Keshorn Walcott 84,47 m                                                         | Anderson Peters 81,80 m                                                                                       | David Carreón 76,27 m                                                              |
| Décathlon | Leonel Suárez 8 026 pts                                                         | José Lemos 7 913 pts (NR)                                                                                     | Briander Rivero 7 858 pts                                                          |
| Records et Performances - AR : Record continental (area record) - CR : Record des championnats (championship record) - MR : Record du meeting (meet record) - NR : Record national (national record) - OR : Record olympique (olympic record) - PR : Record paralympique (paralympic record) - PB : Record personnel (personal best) - SB : Meilleure performance personnelle de la saison (season's best) - WL : Meilleure performance mondiale de l'année (world leader) - WJR : Record du monde junior (world junior record) - WR : Record du monde (world record) Circonstances et Conditions - DNF : N'a pas terminé (did not finish) - DNS : N'a pas pris le départ (did not start) - DQ : Disqualification (disqualification) - NM : Aucun essai valable enregistré (No Mark) - Q : Qualifié « directement » au prochain tour (ou à la prochaine compétition), lors d'une compétition majeure, grâce au classement ou à la réalisation des minima (automatic qualifier) - q : Qualifié au prochain tour (ou à la prochaine compétition), lors d'une compétition majeure, grâce au repêchage ou à la réalisation de l'une des meilleures performances parmi celles des « non qualifiés directement » (grâce au meilleur temps ou à la meilleure distance par exemple) (secondary qualifier) |                                                                                 | |                                                                                    |

### Femmes
| 100 m (+ 2,3 m/s) | Jonielle Smith 11 s 04                                                                   | Khalifa St. Fort 11 s 15                                                              | Andrea Purica 11 s 32                                                                               |
| 200 m (+ 0,6 m/s) | Sashalee Forbes 22 s 80                                                                  | Semoy Hackett 22 s 95                                                                 | Jodean Williams 22 s 96                                                                             |
| 400 m | Tiffany James 52 s 35                                                                    | Fiordaliza Cofil 52 s 72 (PB)                                                         | Derri-Ann Hill 53 s 30                                                                              |
| 800 m | Rose Mary Almanza 2 min 1 s 63                                                           | Alena Brooks 2 min 2 s 26                                                             | Sonia Gaskin 2 min 3 s 13 (NR)                                                                      |
| 1 500 m | Rose Mary Almanza 4 min 22 s 14 (SB)                                                     | Angelín Figueroa 4 min 22 s 52                                                        | Rosibel García 4 min 23 s 43 (SB)                                                                   |
| 5 000 m | Muriel Coneo 16 min 13 s 47                                                              | Beverly Ramos 16 min 14 s 04                                                          | Brenda Flores 16 min 16 s 71 (SB)                                                                   |
| 10 000 m | Úrsula Sánchez 33 min 41 s 48 (CR)                                                       | Beverly Ramos 33 min 46 s 99 (SB)                                                     | Vianey de la Rosa 34 min 10 s 75                                                                    |
| Marathon | Madaí Pérez 2 h 57 min 57 s                                                              | Dailín Belmonte 2 h 59 min 9 s                                                        | Angie Orjuela 2 h 59 min 49                                                                         |
| 100 mètres haies (+1,5 m/s) | Andrea Vargas 12 s 90 (PB)                                                               | Vanessa Clerveaux 13 s 07                                                             | Jeanine Williams 13 s 11                                                                            |
| 400 mètres haies | Ronda Whyte 55 s 08                                                                      | Zudikey Rodríguez 55 s 11 (NR)                                                        | Zurian Hechavarría 55 s 13 (PB)                                                                     |
| 3 000 m steeple | Ana Cristina Narváez 10 min 0 s 01                                                       | Beverly Ramos 10 min 7 s 71                                                           | Andrea Ferris 10 min 18 s 92 (SB)                                                                   |
| 20 km marche | non disputée                                                                             |                                                                                       | |
| 4 × 100 m | Jamaïque Jura Levy Sherone Simpson Jonielle Smith Natasha Morrison 43 s 41               | Trinité-et-Tobago Khalifa St. Fort Zakiyah Denoon Reyare Thomas Semoy Hackett 43 s 61 | République dominicaine Mariely Sánchez Marileidy Paulino Anabel Medina Estrella de Aza 43 s 68 (SB) |
| 4 × 400 m | Cuba Zurian Hechavarría Rose Mary Almanza Gilda Casanova Roxana Gómez 3 min 29 s 48 (CR) | Jamaïque Derri-Ann Hill Tiffany James Sonikqua Walker Junelle Bromfield 3 min 30 s 67 | Colombie Eliana Chávez Rosangélica Escobar Melissa González Jennifer Padilla 3 min 32 s 61          |
| Saut en hauteur | Levern Spencer 1,90 m                                                                    | Ximena Esquivel 1,86 m                                                                | María Fernanda Murillo 1,86 m                                                                       |
| Saut à la perche | Yarisley Silva 4,70 m (CR)                                                               | Robeilys Peinado 4,50 m                                                               | Lisa Salomón 4,10 m (=PB)                                                                           |
| Saut en longueur | Caterine Ibargüen 6,83 m (w)                                                             | Chantel Malone 6,52 m (SB)                                                            | Alysbeth Félix 6,45 m (w)                                                                           |
| Triple saut | Caterine Ibargüen 14,92 m (CR)                                                           | Yosiris Urrutia 14,48 m (w)                                                           | Liadagmis Povea 14,44 m (w)                                                                         |
| Lancer du poids | Cleopatra Borel 18,14 m                                                                  | Yaniuvis López 18,03 m                                                                | María Fernanda Orozco 17,88 m (NR)                                                                  |
| Lancer du disque | Yaimé Pérez 66,00 m (CR)                                                                 | Denia Caballero 65,10 m                                                               | Shaniece Love 58,40 m (PB)                                                                          |
| Lancer du marteau | Rosa Rodríguez 67,91 m                                                                   | Elianis Despaigne 64,40 m                                                             | Yaritza Martínez 61,44 m                                                                            |
| Lancer du javelot | María Lucelly Murillo 59,54 m                                                            | Coralys Ortiz 56,27 m                                                                 | Yulenmis Aguilar 55,60 m                                                                            |
| Heptathlon | Yorgelis Rodríguez 6 436 points (CR)                                                     | Evelis Aguilar 6 285 points (AR)                                                      | Luisaris Toledo 5 848 points (NR)                                                                   |
| Records et Performances - AR : Record continental (area record) - CR : Record des championnats (championship record) - MR : Record du meeting (meet record) - NR : Record national (national record) - OR : Record olympique (olympic record) - PR : Record paralympique (paralympic record) - PB : Record personnel (personal best) - SB : Meilleure performance personnelle de la saison (season's best) - WL : Meilleure performance mondiale de l'année (world leader) - WJR : Record du monde junior (world junior record) - WR : Record du monde (world record) Circonstances et Conditions - DNF : N'a pas terminé (did not finish) - DNS : N'a pas pris le départ (did not start) - DQ : Disqualification (disqualification) - NM : Aucun essai valable enregistré (No Mark) - Q : Qualifié « directement » au prochain tour (ou à la prochaine compétition), lors d'une compétition majeure, grâce au classement ou à la réalisation des minima (automatic qualifier) - q : Qualifié au prochain tour (ou à la prochaine compétition), lors d'une compétition majeure, grâce au repêchage ou à la réalisation de l'une des meilleures performances parmi celles des « non qualifiés directement » (grâce au meilleur temps ou à la meilleure distance par exemple) (secondary qualifier) |                                                                                          |                                                                                       | |